# Diabrotica sinuata
Diabrotica sinuata es una especie de insecto coleóptero de la familia Chrysomelidae.
Fue descrita científicamente en 1789 por Olivier.